# Entrepà
|  | No s'ha de confondre amb sandvitx. |

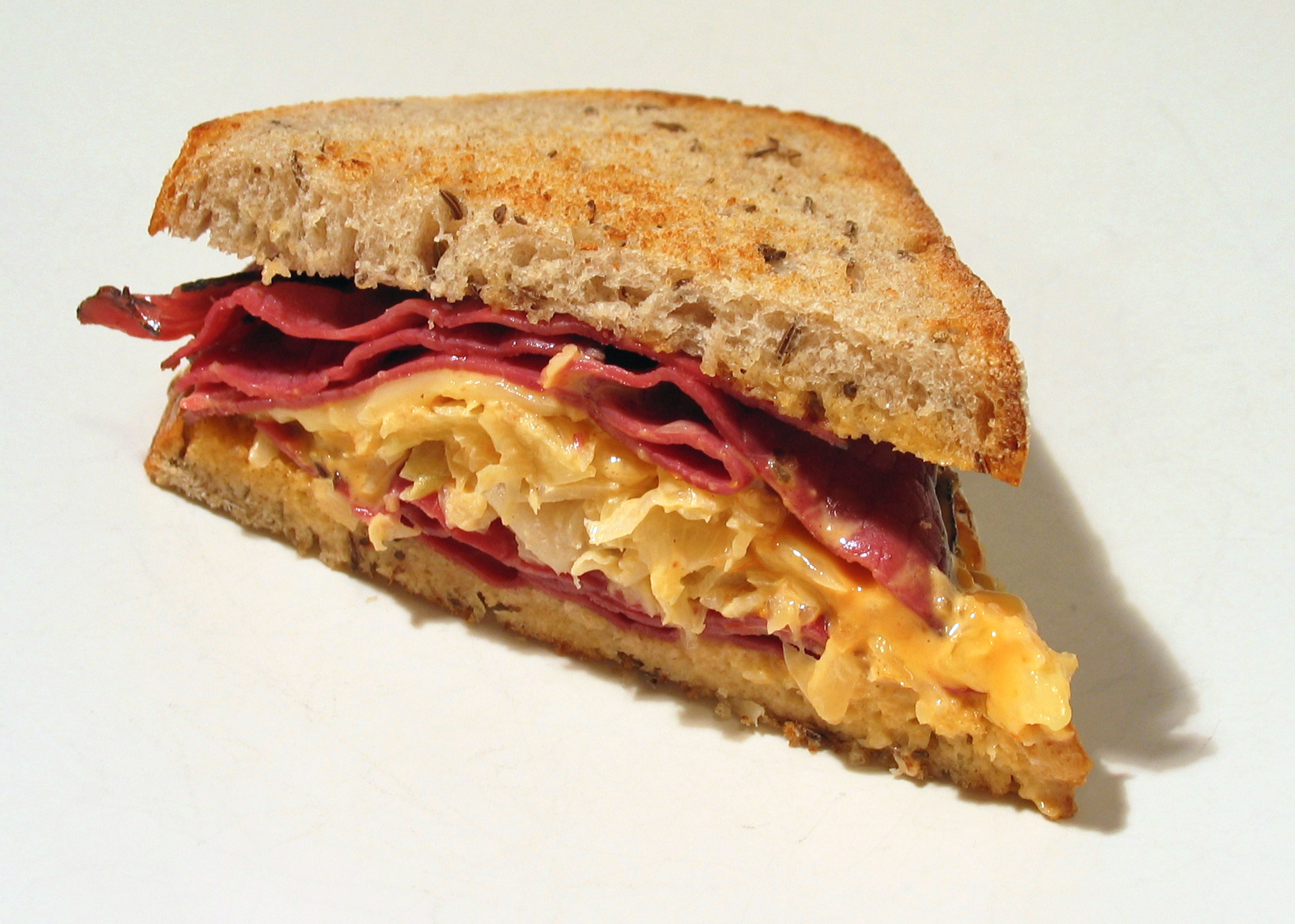
Un entrepà

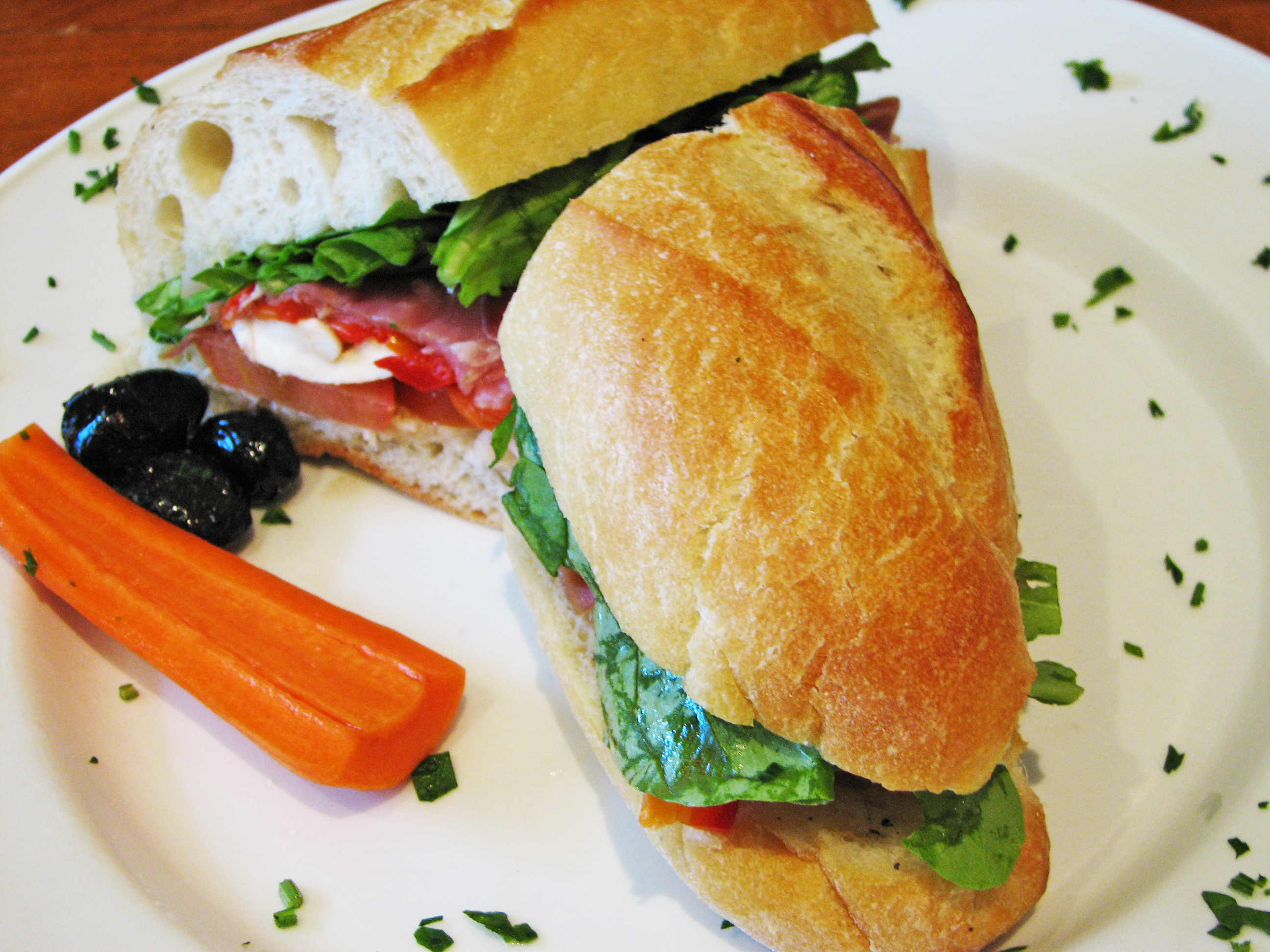
Entrepà típic italià

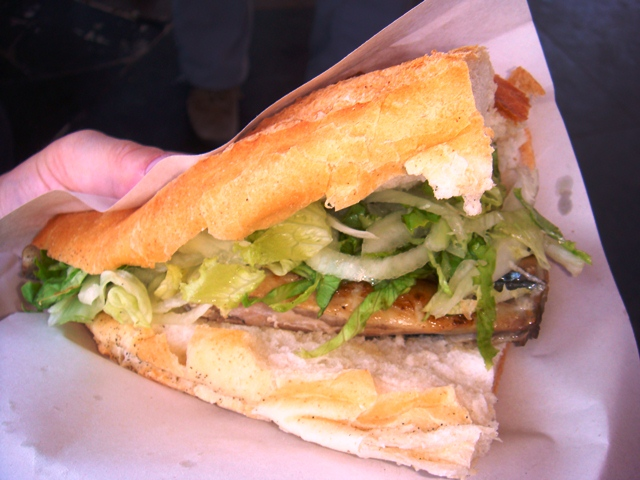
Entrepà de peix a Istanbul.

Un entrepà, una rua, un badall, panet, cantó (de pa) o cantell, o encara una mescla (entre pa) i pa i mescla, (ambdues al País Valencià) o un pa amb + nom del companatge (a les Balears), és un tipus d'aliment consistent en dues llesques de pa o un pa obert per la meitat amb companatge (dit també mescla), d'algun greix (oli o mantega) i embotit, formatge, amanida, truita o qualsevol altre farciment.
Als Països Catalans poden ser també farcits de codonyat, de torró tou, de xocolata o d'altres coses dolces, especialment si són per esmorzar o per berenar

## Origen del motentrepài noms territorials
Si bé el català ja disposava de termes dialectals, però poc o gens escampats fora de llur àmbit, i de l'anglicisme sandvitx, fou l'escriptor Pere Quart qui enginyà el mot entrepà en un viatge per terres valencianes. Quan demanà un sandvitx la venedora els va demanar: “Aixina, què hi voldran, entre pans?”. Ara, el terme entrepà podria venir també tot simplement d'una reducció de l'expressió valenciana mescla entre pa.
Els termes regionals per entrepà són, en valencià, cantell (Camp de Morvedre), cantonet de pa, llesca (la Marina), panet, punteta de pa, berena (Vall d'Uixó), mescla; a Menorca coc. Una clotxa és un cantó de pa que forma concavitat, en la qual es pot posar el companatge. Panfonteta o pamfonteta és un crostó de pa buidat de la molla amb el ganivet i amanit amb oli i vinagre.

## Biquinis i entrepans tous
Habitualment i en l'actualitat, el mot sandvitx s'usa només quan el pa és anglès (pa de motlle), i entrepà fa referència a tots, o només els de barra o fets amb dues llesques de pa de pagès. Els diccionaris catalans no fan aquesta distinció, si bé el Diccionari normatiu valencià sí que inclou la variant plana sàndwitx, amb una definició específica, diferent de la d'entrepà. L'entrepà amb pa de motlle més conegut als Països Catalans és el biquini, que és calent, amb pernil cuit i formatge, a més del menorquí, amb sobrassada i en principi formatge de Maó, també calent, i el biquini amb pernil salat en comptes de cuit.

## Origen del motSandwich
L'historiador Roger indica que la llegenda vol que l'any 1762, John Montagu, quart comte de Sandwich (població de l'estat de Massachusetts, Estats Units), havia passat una nit d'agost jugant a les cartes. A les cinc de la matinada tenia fam i va demanar un tall de carn posat entre dues llesques de pa. Però el mateix historiador ens diu després que això és una invenció literària. De fet, el comte de Sandwich era una persona molt ocupada en els afers públics; tanmateix, passava les nits a jugar a naips. Sembla que li agradava menjar, de vegades, carn de vaca entre llesques de pa torrat 
per a no perdre el temps mentre s'ocupava dels seus importants afers

## Un bon menjar
Un entrepà és una bona opció per a preparar-se un àpat que es pugui emportar (a l'escola, a la feina, d'excursió) o ràpidament per a menjar a casa. El típic de pa amb tomàquet i formatge o un embotit és un àpat complet, que té les vitamines del tomàquet, els hidrats de carboni del pa i les proteïnes del que s'hi posa al mig.
Als Països Catalans és típic de fer-ne a casa o comprar-ne a bars, on els fan a la comanda, immediatament. També ho és que els entrepans portin tomàquet fregat en el pa, a més d'oli i sal. S'anomena entrepà de pa amb tomàquet o pa amb oli (a Mallorca). A vegades també es fa sense i se'n diu pa amb oli (i sal). Els més corrents tenen embotit, formatge o truita d'ou, però també els de carn a la planxa (llom, vedella, cansalada), tonyina o sardines en llauna, etc. Modernament, és cada vegada més freqüent que tinguin també una mica de cogombre, tomàquet llescat o enciam. En realitat poden contenir qualsevol ingredient o plat, per exemple a Menorca no és rar el de boletes de carn guisada.
Ferran Adrià i altres cuiners de prestigi ara consideren aquests entrepans de tota la vida com a Good Food, és a dir com la Slow Food però de preparació simple i curta, i el contrari de la Fast Food quant a filosofia, estil i qualitat.

## Menjar ràpid
Alguns entrepans són típics d'algunes cadenes americanes de menjar ràpid, com l'entrepà de salsitxa de Frankfurt, el de bunyol de pollastre i el d'hamburguesa. Els entrepans d'hamburguesa a l'americana se solen servir en panets rodons de crosta tova, amb quètxup i mostassa, i els de salsitxa de Frankfurt en panets allargats, també de crosta tova, també amb quètxup i mostassa.
Als Països Catalans, en canvi, es mengen amb pa de barra, sucat o no amb tomàquet. Les cadenes de menjar ràpid dels països catalans, després d'haver començat copiant el model americà pel que fa a alguns d'aquests, van observar que els que venien més bé eren els entrepans de pa de barra, amb carn, salsitxes, embotit, formatge, truita, etc., variats, sense bunyols i amb ingredients frescos i reconeixibles. Actualment cap no fa servir pa tou.